# Arie Epskamp
Adrianus Johannes (Arie) Epskamp (Amsterdam, 11 oktober 1954) is een Nederlands politicus. Hij is oprichter en partijleider van de SeniorenPartij Alkmaar, en sinds 2023 wethouder van de gemeente Alkmaar. Van 2000 tot 2004 was hij namens de VVD burgemeester van Ter Aar.
Na zijn militaire dienst begon hij zijn carrière bij de Sociale Verzekeringsbank, waar hij gewerkt heeft in managementfuncties zoals sectiechef pensioenen buitenland. In 1994 werd Epskamp wethouder in Alkmaar en eind 2000 volgde zijn benoeming tot burgemeester van Ter Aar. In oktober 2003 legde hij vanwege gezondheidsproblemen zijn functie neer, waarbij mogelijk ook een conflict met twee wethouders speelde. Medio 2004 volgde ontslag, waarna Epskamp officieel in dienst trad bij een bureau dat een nieuwe functie voor hem zou zoeken. In 2006 was hij de Alkmaarse VVD-lijsttrekker, en werd hij er opnieuw wethouder, maar niet lang daarna stapte hij alweer op na het uitlekken van een door hem verstuurd sms'je waarin hij zich negatief uitliet over een andere wethouder. Daarna ging Epskamp werken in Hoorn; eerst bij een bedrijf waar hij zich bezighield met integraal veiligheidsbeleid van gemeenten en later als voorzitter van een bedrijf in de zorgsector.
In 2012 heeft hij samen met twee anderen de SeniorenPartij Alkmaar opgericht met het doel om mee te doen bij de gemeenteraadsverkiezingen van november 2014. Sindsdien is de partij vertegenwoordigd in de Alkmaarse raad, en was Epskamp tot 2023 fractievoorzitter. Sinds 2023 is Epskamp weer wethouder, ditmaal op het gebied van volksgezondheid, met extra aandacht voor ouderen.